# James Peter Allen
James Peter Allen (1945) è un egittologo statunitense.
È specializzato in linguistica e storia della religione. Dal 2007 è professore  di egittologia presso l'Università Brown (Rhode Island).
Nel 2008 è stato eletto Presidente dell'Associazione Internazionale degli egittologi.

## Principali pubblicazioni
- The Inflection of the Verb in the Pyramid Texts, Undena, Malibu, 1984
- Genesis in Egypt: The Philosophy of Ancient Egyptian Creation Accounts, Yale University Press, New Haven, 1988
- Middle Egyptian: An Introduction to the Language and Culture of Hieroglyphs, Cambridge University Press, Cambridge, 2000-2010-2014
- The Art of Medicine in Ancient Egypt, Metropolitan Museum of Art, New York, 2006
- The Ancient Egyptian Pyramid Texts, Society of Biblical Literature, 2005
- The Egyptian Coffin Texts: Vol. 8, Middle Kingdom Copies of Pyramid Texts, Chicago University Press, Chicago, 2006
- "The Amarna Succession" in Causing His Name to Live: Studies in Egyptian Epigraphy and History in Memory of William J. Murnane, University of Memphis, 2007
- The Debate between a Man and His Soul, a Masterpiece of Ancient Egyptian Literature, Culture and History of the Ancient Near East 44, Brill, 2011
- The Ancient Egyptian Language: An Historical Study, Cambridge University Press, 2013
- Middle Egyptian Literature: Eight Literary Works, Cambridge University Press, 2015
- A Grammar of the Ancient Egyptian Pyramid Texts, Vol. I: Unis, Eisenbrauns, 2017
- Ancient Egyptian Phonology, Cambridge University Press, 2020
- Coptic: A Grammar of Its Six Major Dialects, Eisenbrauns, 2020